# Gran Piràmide de Cholula

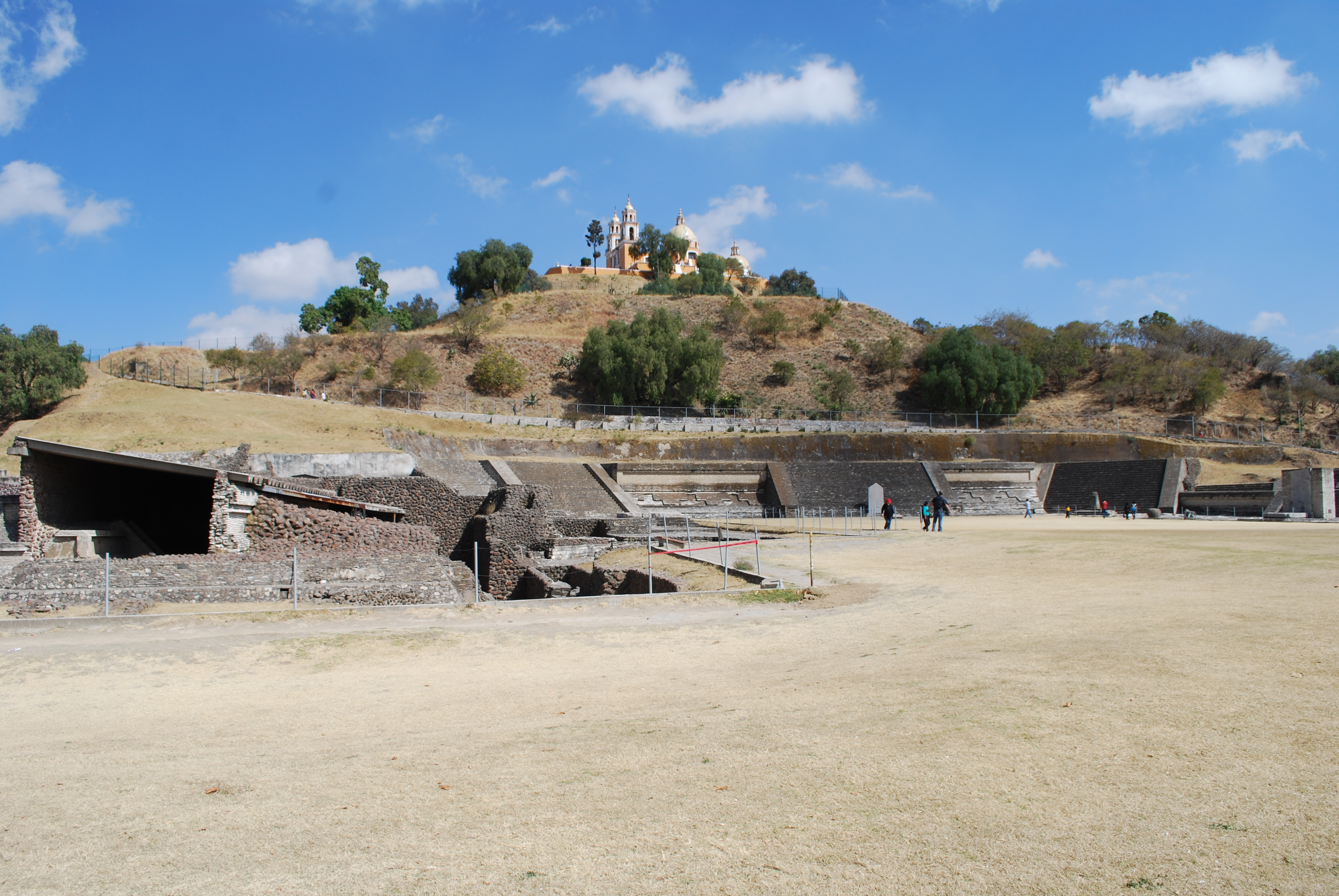
Vista de la piràmide amb el santuari

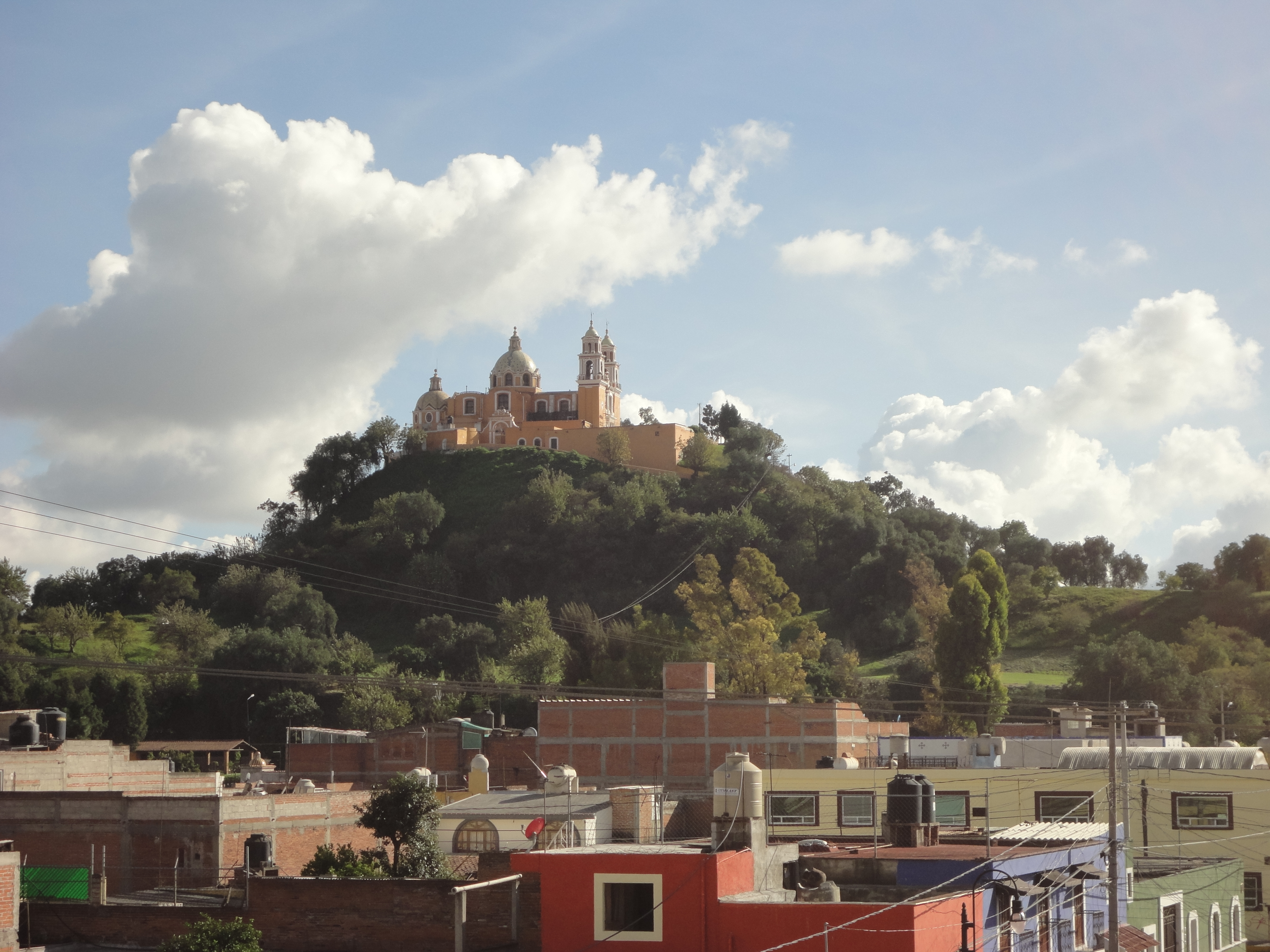
Vista nord de la piràmide de Cholula amb el santuari de la Verge dels Remeis

La gran piràmide de Cholula o Tlachihualtépetl (del náhuatl, 'turó fet a mà') és el basament piramidal més gran del món, amb 400 metres per costat. És també la piràmide més gran en volum, amb 4.500.000 m³ (quatre milions cinc-cents mil metres cúbics), encara que no en alçària; té 65 m d'alt (similar a la del Sol de Teotihuacan, que té 64 m, i superada per la del temple IV de Tikal, que té 70 m) mentre que la gran piràmide de Guiza a Egipte té una alçada de 139 m.
La construcció forma part de la zona arqueològica de Cholula, al centre de l'estat mexicà de Puebla.